# Placa de Gonâve

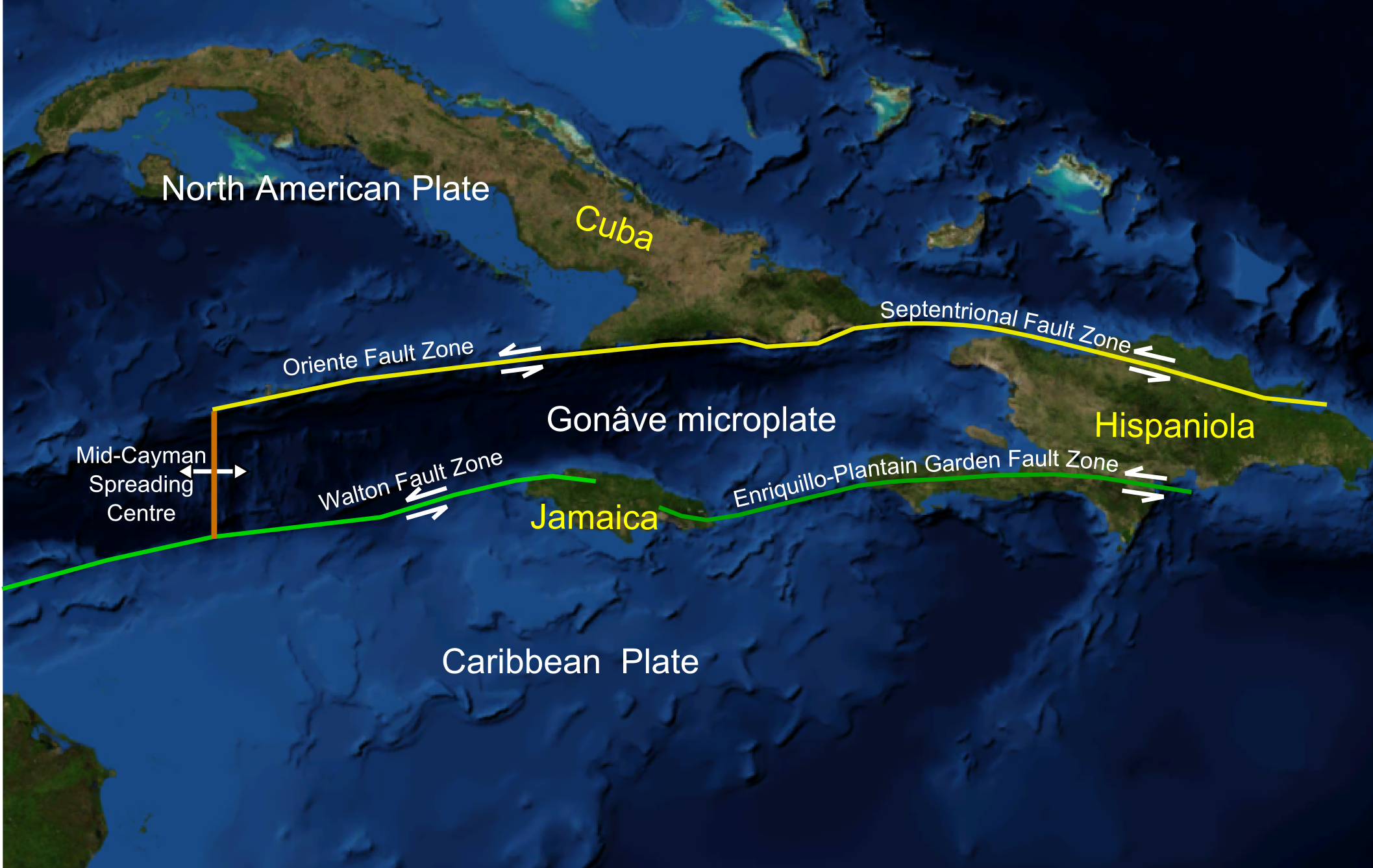
La placa de Gonâve, mostrando las zonas de falla que la delimitan.

La placa de Gonâve forma parte del límite entre la placa norteamericana y la placa del Caribe. Limita al oeste con el centro de expansión Mid-Cayman Rise, al norte con la zona de falla Septentrional-Oriente y al sur con la zona de falla Walton y la zona de falla Enriquillo-Plantain Garden . La existencia de esta microplaca se propuso por primera vez en 1991. Esto ha sido confirmado por mediciones de GPS, que muestran que el desplazamiento total entre las dos placas principales se divide casi por igual entre las zonas de falla transformante que unen la microplaca de Gonâve. Se espera que la microplaca finalmente se adhiera a la placa norteamericana mediante un proceso de acreción.

## Extensión geográfica
La placa de Gonâve es una franja de aproximadamente 1100 km de largo, que consiste principalmente en la corteza oceánica de la fosa de las Caimán pero que incluye material de arco insular en su extremo oriental en la parte occidental de La Española. Más al este, se ha identificado una microplaca separada. En su extremo occidental, la placa de Gonâve está delimitada por el centro de esparcimiento central de las Caimán. Al norte limita con la zona de falla Septentrional-Oriente y al sur con un sistema de falla más complejo que incluye la falla Walton y la zona de falla Enriquillo-Plantain Garden. A medida que los límites norte y sur se acercan al borde este de la placa del Caribe, se vuelven menos distintivos y el límite este no está tan bien definido.

## Evidencia de existencia
La presencia de una microplaca de Gonâve separada fue sugerida por primera vez por el análisis de los resultados del sonar de barrido lateral de la fosa de Caimán. Este estudio encontró evidencia de fallas de tipo de transformación continua a lo largo del flanco sur de la fosa, a ambos lados del centro de expansión. Los datos del GPS respaldan la existencia de la microplaca al mostrar que el movimiento relativo entre las placas norteamericana y del Caribe se divide casi por igual entre los dos sistemas de fallas de transformación delimitadoras. La comparación de estas tasas con las observaciones de las bandas magnéticas dentro de la fosa de las Caimán sugiere que el desplazamiento se está transfiriendo cada vez más del sistema de fallas del norte al sur. Esta observación es consistente con la eventual acumulación de la placa de Gonâve en la placa norteamericana.

## Historia
La placa de Gonâve comenzó a formarse en el Eoceno temprano después de que la parte norte del borde principal de la placa del Caribe (actual Cuba) colisionara con la plataforma de las Bahamas. Esta parte de la placa no pudo moverse más hacia el este y se desarrolló un sistema de fallas transformantes hacia el sur, cortando efectivamente esta área norte y acrecentándola en la placa de América del Norte. Un gran desplazamiento a la izquierda se formó a lo largo de esta zona al este de la península de Yucatán creando una cuenca de separación, que continuó extendiéndose hasta el inicio de la expansión del lecho marino, creando el centro de expansión de las Caimán. Un mayor movimiento en este sistema de fallas creó la fosa de las Caimán, aunque en ese momento la futura microplaca todavía estaba firmemente unida a la placa del Caribe. Durante el Mioceno tardío, la parte de la placa del Caribe formada por La Española comenzó a colisionar con la plataforma de las Bahamas y se desarrolló un nuevo sistema de fallas de deslizamiento a través de Jamaica y el sur de La Española, la zona de fallas Enriquillo-Plantain Garden, aislando parte de la fosa de las Caimán y de la parte central de La Española para formar la microplaca de Gonâve. Se ha sugerido que la microplaca de Gonâve también se acumulará en la placa norteamericana, por medio de un proceso de acreción, ya que todo el desplazamiento del límite de la placa se transfiere al sistema de fallas del sur.